# Inga Alexejewna Karamtschakowa
Inga Alexejewna Karamtschakowa (russisch Инга Алексеевна Карамчакова; * 29. April 1978 in Ust-Taschtyp, Chakassien) ist eine russische Ringerin. Sie wurde viermal Europameisterin in der Gewichtsklasse bis 46 bzw. bis 48 kg Körpergewicht.

## Werdegang
Inga Karamtschakowa stammt aus dem asiatischen Teil Russlands und aus einer Familie, in der mehrere Mitglieder diesen Sport ausübten. Ihr Vater Alexei war Ringer und wurde auch ihr erster Trainer, als sie 1993 mit dem Ringen begann. Ihre ältere Schwester Lidia war ebenfalls eine Weltklasse-Ringerin. Die 1,57 Meter große Sportlerin startete in ihrer Laufbahn immer in der niedrigsten Gewichtsklasse des Damenringens. Bis 2001 war das die Gewichtsklasse bis 46 kg und seit 2002 ist das die Gewichtsklasse bis 48 kg Körpergewicht.
Im Jahre 1997 startete sie erstmals bei einer internationalen Meisterschaft. Sie belegte dabei bei der Junioren-Weltmeisterschaft in Hradec Králové in der Gewichtsklasse bis 46 kg hinter der Deutschen Annette Kamke den 2. Platz. Im Mai 1998 wurde sie erstmals bei einer internationalen Meisterschaft der Damen eingesetzt. Sie wurde dabei in Bratislava gleich Europameisterin vor Mette Barlie aus Norwegen und Farah Touchi aus Frankreich. Im gleichen Jahr wurde sie in Fredrikstad/Norwegen auch Junioren-Weltmeisterin vor Tomoe Oda aus Japan. Bei der Weltmeisterschaft 1998 in Poznań verlor sie gleich ihren ersten Kampf gegen Mette Barlie und erreichte danach mit fünf Siegen in Folge noch den 3. Platz und gewann damit eine WM-Bronzemedaille.
1999 konnte Inga Karamtschakowa in Götzis ihren Europameistertitel in der Gewichtsklasse bis 46 kg erfolgreich verteidigen. In den entscheidenden Kämpfen besiegte sie dabei Mette Barlie und Julia Woitowa aus der Ukraine. Bei der Weltmeisterschaft dieses Jahres in Hildursborg/Schweden unterlag sie nach drei gewonnenen Kämpfen gegen Tricia Saunders aus den Vereinigten Staaten, sicherte sich danach mit einem Sieg über Shoko Yoshimura aus Japan wieder eine WM-Bronzemedaille.
Im Jahre 2000 ging sie nur bei der Weltmeisterschaft in Sofia an den Start, konnte sich dort aber nur auf dem 9. Platz platzieren. Dafür gewann sie im Jahre 2001 bei der Europameisterschaft in Budapest erneut den Titel. Im Finale besiegte sie dabei Irina Melnik-Merleni aus der Ukraine. Gegen diese Ringerin musste sie dann bei der Weltmeisterschaft 2001 in Sofia in ihrem zweiten Kampf eine Niederlage hinnehmen, schied damit aus und erreichte nur den 10. Platz.
2001 setzte sie ihre Erfolgsserie bei den Europameisterschaften fort. In Seinäjoki/Finnland gewann sie in der Gewichtsklasse bis 48 kg ihren vierten EM-Titel. In den entscheidenden Kämpfen besiegte sie dabei Iwona Matkowska aus Polen und Brigitte Wagner aus Deutschland. Bei der Weltmeisterschaft dieses Jahres in Chalkida/Griechenland sah es dann so aus, als könnte sie erstmals Weltmeisterin werden. Sie besiegte dort Iwona Matkowska, Park Jin-young aus Südkorea, Mayelis Caripá aus Venezuela und Ida Hellström aus Schweden. Damit stand sie im Finale gegen Brigitte Wagner, die sie bei der Europameisterschaft noch besiegt hatte. Brigitte Wagner konnte aber Inga Karamtschakowa knapp mit 4:3 Punkten besiegen, die damit mit der WM-Silbermedaille vorliebnehmen musste.
Im Jahre 2003 war Inga Karamtschakowa noch bei der Weltmeisterschaft in New York im Einsatz. Sie besiegte dort Gudrun Annette Høie aus Norwegen und Ida Hellström, verlor aber dann gegen Li Hui aus China, womit sie nur den 8. Platz erreichte.
Im Jahre 2004 wurden bei den Olympischen Spielen in Athen Wettkämpfe in vier Gewichtsklassen für Damen ausgeschrieben, darunter die Gewichtsklasse bis 48 kg Körpergewicht. Inga Karamtschakowa gelang es aber nicht sich zu qualifizieren. Den Startplatz dort erhielt Lorissa Oorschak. Sie kam auch danach bei keinen internationalen Meisterschaften mehr zum Einsatz und beendete im Jahre 2006 ihre Karriere.

## Internationale Erfolge
| Jahr | Platz | Wettbewerb                             | Gewichtsklasse | Ergebnisse |
| 1997 | 2.    | Junioren-EM in Hradec Králové          | bis 46 kg      | hinter Annette Kamke, Deutschland, vor Sylwia Kila, Polen |
| 1998 | 1.    | EM in Bratislava                       | bis 46 kg      | vor Mette Barlie, Norwegen und Farah Touchi, Frankreich |
| 1998 | 1.    | Junioren-WM in Fredrikstad/Norwegen    | bis 46 kg      | vor Tomoe Oda, Japan und Marta Wojtanowska, Polen |
| 1998 | 3.    | WM in Poznań                           | bis 46 kg      | nach einer Niederlage gegen Metta Barlie und Siegen über Tanja Mair, Kanada, Farah Touchi, Lilja Ristevska, Australien, Zhong Xieu, China, und Julia Woitowa, Ukraine           |
| 1999 | 1.    | EM in Götzis                           | bis 46 kg      | nach Siegen über Alicia Abuja, Spanien und Myrsini Koloni, Griechenland, Mette Barlie und Julia Woitowa                                                                         |
| 1999 | 3.    | WM in Hildursborg/Schweden             | bis 46 kg      | nach Siegen über Farah Touchi, Shoko Yoshimura, Japan und Lilja Ristevska, Australien, einer Niederlage gegen Tricia Saunders, USA und einem weiteren Sieg über Shoko Yoshimura |
| 2000 | 9.    | WM in Sofia                            | bis 46 kg      | Siegerin: Irina Melnik-Merleni, Ukraine vor Carol Huynh, Kanada und Farah Touchi                                                                                                |
| 2001 | 1.    | EM in Budapest                         | bis 46 kg      | vor Irina Melnik-Merleni, Kamelia Tschekowa, Bulgarien und Brigitte Wagner, Deutschland                                                                                         |
| 2001 | 3.    | Welt-Cup in Levallois                  | bis 46 kg      | hinter Cui Ying, China, und Misato Shimizu, Japan |
| 2001 | 10.   | WM in Sofia                            | bis 46 kg      | nach einem Sieg über Cui Ying und einer Niederlage gegen Irina Melnik-Merleni                                                                                                   |
| 2002 | 1.    | "Iwan-Yarigin"-Memorial in Krasnojarsk | bis 48 kg      | vor Lilija Kaskarakowa, Natalja Iljina und Natalja Guschtschina, alle Russland                                                                                                  |
| 2002 | 1.    | EM in Seinäjoki/Finnland               | bis 48 kg      | nach Siegen über Alicia Abuja, Hajar Ashtiani, Finnland, Iwona Matkowska, Polen und Brigitte Wagner                                                                             |
| 2002 | 2.    | WM in Chalkida/Griechenland            | bis 48 kg      | nach Siegen über Iwona Matkowska, Park Ju-young, Südkorea, Mayelis Caripá, Venezuela und Ida Hellström, Schweden und einer Niederlage gegen Brigitte Wagner                     |
| 2003 | 8.    | WM in New York                         | bis 48 kg      | nach Siegen über Gudrun Annette Høie, Norwegen und Ida Hellström und einer Niederlage gegen Li Hui, China                                                                       |
| 2004 | 2.    | Klippan-Lady-Open                      | bis 48 kg      | hinter Patricia Miranda, USA, vor Fani Psatha, Griechenland |
| 2006 | 3.    | Klippan-Lady-Open                      | bis 51 kg      | hinter Jennifer Wong, USA und Vanessa Boubryemm, Frankreich, gemeinsam mit Oleksandra Kohut, Ukraine                                                                            |
| 2006 | 4.    | Welt-Cup in Nagoya                     | bis 48 kg      | hinter Chiharu Ichō, Japan, Carol Huynh und Stephanie Murata, USA |

## Erläuterungen
- alle Wettbewerbe im freien Stil
- WM = Weltmeisterschaft, EM = Europameisterschaft